# Mundilas

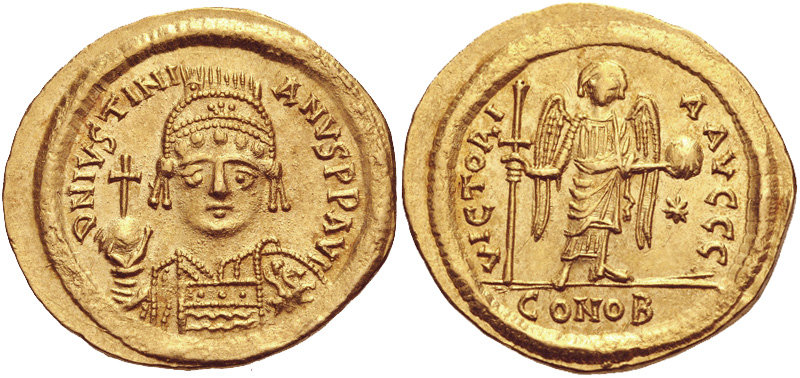
Soldo de Justiniano r.

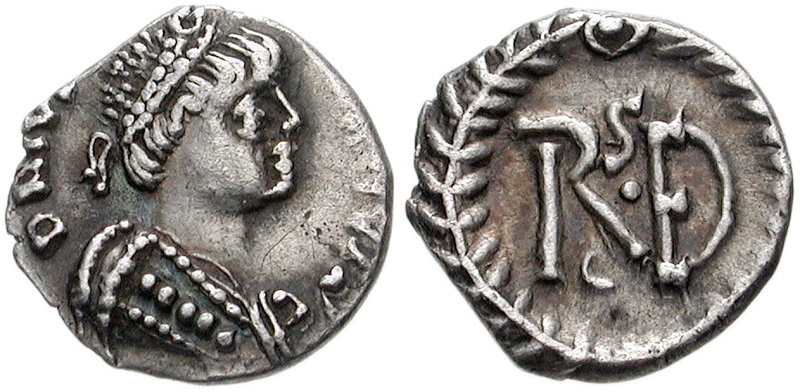
1/4 de síliqua de Vitige r.

Mundilas foi um oficial militar bizantino do século VI, ativo durante o reinado do imperador Justiniano (r. 527–565). 

## Vida
Mundilar era doríforo da guarda de Belisário e foi descrito por Procópio como um indivíduo com boas habilidades militares. Aparece pela primeira vez em 537, durante o Cerco de Roma realizado pelos ostrogodos do rei Vitige (r. 536–540). Na ocasião, ele e Diógenes foram enviados com 300 upaspistas num ataque montado contra os godos. Em setembro ou outubro do mesmo ano, Mundilas e alguns cavaleiros escoltaram Procópio de Roma à noite, evitando encontrar-se com os godos, e retornou para informar sua chegada em segurança na Campânia. Em dezembro, participou nos confrontos organizados por Belisário para distrair os godos e possibilitar que João se aproximasse com reforços e suprimentos, e em março de 538, quando o cerco foi erguido e os godos retiraram-se, participou no ataque a eles na Ponte Mílvia.
Na primavera de 538, ficou incumbido com o comando geral de uma força de mil soldados trácios e isauros sob Paulo e Enes enviada por Belisário para Mediolano (atual Milão). Essa unidade partiu de Porto para Gênua (atual Gênova) e então marchou pelo interior, onde utilizou pequenos botes para cruzar o rio Pó. Em Ticino, lutaram e derrotaram os godos, mas não conseguiram conquistá-la. Dali, retornaram para Mediolano, que foi recapturada com o resto da Ligúria sem mais confrontos. Mundilas estacionou guarnições nas cidades vizinhas de Bérgomo, Como e Novária, bem como nos fortes da região. Sabe-se que estava em Mediolano com Paulo e Enes com 300 homens quando um exército gótico liderado por Úreas e apoiado pelos burgúndios inesperadamente chegou e sitiou a cidade no verão. Com a forte pressão dos sitiantes, Mundilas enviou o emissário Paulo para o exército de Martinho e Ulíaris solicitando ajuda, mas em vão. Após nove meses de cerco, incapaz de convencer seus homens a continuar lutando pelos habitantes, rendeu a cidade sob promessa de salvo-conduto para suas tropas. Ele e suas tropas permaneceram sob vigia, enquanto a cidade foi arrasada, a população masculina foi massacrada e as mulheres foram dadas aos burgúndios como escravas. Mundilas e Paulo foram então levados para Ravena.